# Хімічний реактор

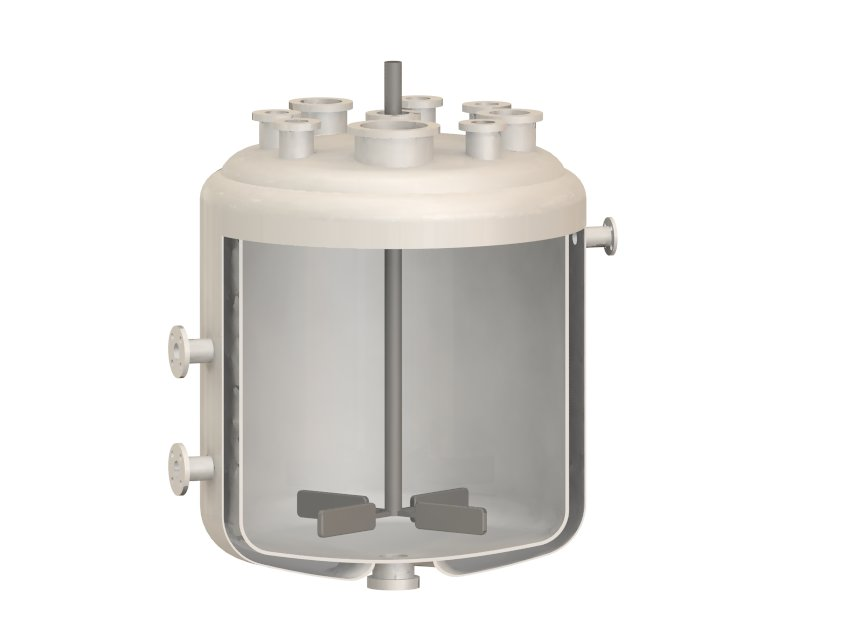
Ємкісний хімічний реактор (у розрізі) періодичної дії з мішалкою та охолоджувальною сорочкою

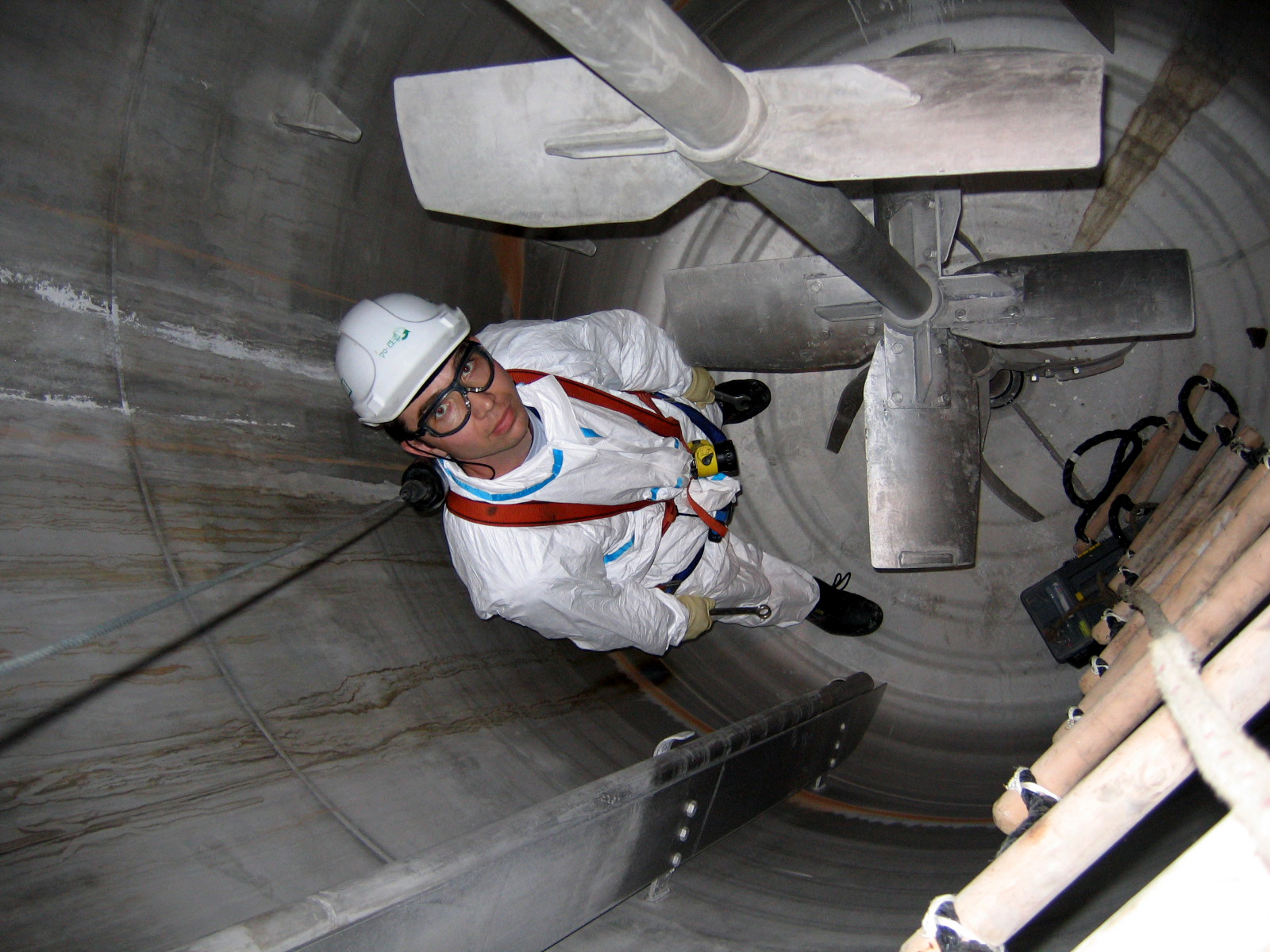
Хімічний реактор (вигляд зсередини) з нержавкої сталі (ANSI 316) з триступеневою мішалкою під час перевірки внутрішнього стану

Хімічний реактор для гетерогенних систем з псевдорозрідженим шаром

Хімі́чний реа́ктор (англ. chemical reactor) — технологічний апарат для проведення хімічних реакцій, що супроводжуються явищами масо- і теплообміну.
Будь-який хімічний реактор містить наступні структурні елементи:
- реакційний об'єм, у якому відбуваються хімічні реакції;
- пристрої для введення і виведення матеріальних та енергетичних потоків;
- пристрої для змішування і розподілу реагентів та перемішування реакційної маси;
- теплообмінні елементи для відведення теплоти екзотермічних реакцій й підведення теплоти для здійснення ендотермічних реакцій.

## Класифікація
Конструкція і режим роботи хімічних реакторів визначаються як агрегатним станом речовин, що взаємодіють, так і умовами (температурою, тиском, концентраціями реагентів тощо), які забезпечують перебіг реакції в потрібному напрямі і з достатньою швидкістю. За першою ознакою розрізняють хімічні реактори для реакцій в гомогенних системах (однофазних газових або рідких) і в гетерогенних системах (дво- або трифазних, наприклад «газ — рідина — тверде тіло»). За другою ознакою розрізняють хімічні реактори низького, середнього і високого тиску, низько- й високотемпературні, періодичної, напівбезперервної та безперервної дії.
За типом конструкції хімічні реактори поділяють на ємкісні, колонні й трубчасті.
Ємкісні хімічні реактори — порожнинні апарати, що часто оснащуються перемішувальним пристроєм. Перемішування газорідинних систем може здійснюватись барботуванням газоподібного реагента. Теплообмін здійснюється через поверхню реактора або шляхом часткового випаровування рідкої компоненти реакційної суміші. До реакторів цього типу відносять також апарати з нерухомим або псевдозрідженим шаром (одним чи декількома) каталізатора. У багатошарових реакторах теплообмін забезпечується змішуванням потоків реагентів або в теплообмінних елементах апарата. В ємкісних хімічних реакторах реалізують неперервні, періодичні та напівперіодичні процеси.
Колонні хімічні реактори можуть бути порожнистими або заповненими каталізатором або насадкою. Для покращення міжфазового масообміну застосовують диспергування за допомогою розпилювачів, барботерів, механічного впливу (вібрація тарілчастої насадки, пульсація потоків фаз) або насадки, що забезпечує високошвидкісний плівковий рух фаз. Хімічні реактори даного типу використовують в основному для проведення неперервних процесів у дво- або трифазних системах.
Трубчасті хімічні реактори застосовують часто для каталітичних реакцій з теплообміном в реакційній зоні через стінки трубок та для здійснення високотемпературних процесів газифікації. При одночасному швидкісному русі декількох фаз в таких реакторах досягається найінтенсивніший міжфазовий масообмін.

## Хімічні реактори для гомогенних систем
Хімічні реактори для гомогенних систем — зазвичай ємкісні апарати, забезпечені перемішувальними пристроями та теплообмінними елементами, а також порожнисті або насадкові колони часто з плоскими змійовиками. Перебіг процесів в гомогенних системах може мати періодичний або безперервний характер. Хімічні реактори для здійснення гетерогенних процесів бувають переважно колонного типу одноступінчаті та секційовані, рідше ємкісні. Процеси в них можуть проводитися періодично з поперемінним завантаженням реагентами і вивантаженням продуктів реакції; напівперіодично, коли одні реагенти завантажуються на початку процесу, а інші (зазвичай газові) пропускаються через хімічний реактор аж до закінчення реакції; у циклічному режимі з поперемінним проведенням у реакторі різних процесів (наприклад, каталітичні реакції і реакції регенерації каталізатора) або безперервно, коли реагенти, рухаючись безперервним потоком, взаємодіють під час їх проходження через апарат, при цьому характеристики процесу мало змінюються в часі. В разі періодичного режиму роботи ємкісні хімічні реактори для гомогенних і гетерогенних систем забезпечуються перемішувальними пристроями для прискорення тепло- і масообміну і створення усередині реактора однорідних умов процесу, а в разі безперервного режиму роботи, який зазвичай використовується в промисловості, повне перемішування у всьому реакційному об'ємі є небажаним, оскільки знижується продуктивність реактора і вибірковість реакцій унаслідок великого розкиду часу перебування взаємодіючих часток в робочому об'ємі: одні проходять дуже швидко, не встигаючи прореагувати, інші затримуються. Цей ефект пригнічують шляхом використання каскаду послідовно сполучених хімічних реакторів даного типу.

## Хімічні реактори для гетерогенних систем
Для гетерогенних систем поширенішими є проточні хімічні реактори — трубчасті та колонні. Трубчасті хімічні реактори дозволяють здійснювати інтенсивний теплообмін в зоні реакції та забезпечувати однаковий час перебування у них всіх часток потоку. Колонні хімічні реактори конструктивно менше пристосовані для інтенсивного теплообміну, тому їх застосовують у тих випадках, коли підведення (або відведення) тепла до (від) зони реакції відсутнє чи обмежене. Для прискорення міжфазного масообміну і зменшення розкиду часу перебування часток реагентів колонні апарати заповнюються інколи твердою насадкою. У хімічних реакторах для реакцій у газорідинних середовищах розвинена міжфазна поверхня досягається диспергуванням одного з реагентів. У колонних хімічних реакторах істотну роль грає рівномірність розподілу потоку по перетину колони. Проточні хімічні реактори за необхідності забезпечуються циркуляційними контурами для повернення вихідних речовин, які не прореагували.

## Режими роботи хімічних реакторів
Вибір робочого тиску в хімічних реакторах усіх типів залежить від характеру реакції, агрегатного стану реагентів, від економічних чинників (витрати енергії, металомісткості тощо). У промисловості в багатотоннажних виробництвах часто використовуються хімічні реактори високого тиску (наприклад, при синтезі аміаку).
Необхідний тепловий режим хімічного реактора. забезпечується шляхом розміщення в зоні реакції різних теплообмінних елементів (сорочки, змійовики, трубні пучки тощо). В деяких випадках зони реакції чергуються з теплообмінниками або з безпосередніми введеннями холодних реагентів чи інертних газів в проміжки між зонами реакції. Для підведення або відведення тепла застосовують або незалежні теплоносії, або використовують тепло потоку, що відходить, для підігрівання початкових речовин; у останньому випадку можливі прояви явища нестійкості перебігу процесу, які можуть призвести до недопустимого розігрівання (чи охолоджування) реактора й зупинки процесу.

## Технологічні та конструктивні особливості
Хімічні реактори з гомогенним каталізатором конструктивно не відрізняються від некаталітичних. У ємкісних реакторах з перемішуванням гетерогенний (твердий) каталізатор може застосовуватися у вигляді тонкої суспензії або, частіше, у вигляді зерен, нерухомий шар яких заповнює апарат трубчастого або колонного типу; через малу теплопровідність такого шару в апаратах такої конструкції можливі значні перепади температури. Зменшення розміру зерен прискорює реакції за рахунок розвиненішої поверхні, але викликає зниження теплопровідності шару і зростання його гідродинамічного опору, тому в практиці застосовують зерна діаметром у декілька міліметрів.
Швидкі реакції часто проводять на сітках з металевого каталізатора. Хімічні реактори з псевдозрідженим і рухомим шаром мають характерні конструктивні особливості, відмінні від інших реакторів. Переваги таких реакторів: можливість безперервного введення свіжої і відведення відпрацьованої твердої фази, висока швидкість теплообміну, незалежність гідравлічного опору від швидкості зріджувального агента (газу, пари, рідини), широкий діапазон властивостей твердих часток (включаючи суспензії, пасти) і зріджувального агента. Проте використання реакторів з псевдозрідженим і рухомим шаром обмежується тим, що вони не забезпечують однакового часу перебування часток обох фаз в шарі і збереження властивостей твердої фази а також потребують потужної апаратури пиловловлення.
Для проведення реакцій, що потребують механічного перемішування реагентів, особливо при середньому і високому тиску, застосовують хімічні реактори з екранованим приводом, що звільняє від складних защільнювачів (сальників).

## Принципи проектування
При розрахунку хімічних реакторів визначаються необхідні для досягнення заданої продуктивності об'єм, швидкість потоку, поверхня теплообміну, гідравлічний опір, швидкість заміни каталізатора, конструктивні параметри, режими роботи.
Для розрахунку використовуються експериментальні дані з термодинаміки та кінетики реакцій, швидкості тепло- і масопереносу із врахуванням структури потоків в апаратах. Якнайповніший розрахунок, включаючи визначення полів температури і концентрації в хімічних реакторах, визначення оптимальної схеми теплообміну і рециркуляції, аналіз стійкості режиму роботи і вибір параметрів регулювальних пристроїв, проводиться методами математичного моделювання з використанням обчислювальної техніки. У реакторобудуванні для хімічної промисловості спостерігається тенденція до створення апаратів великої потужності.